# گوستاو سپشی
گوستاو سِپِشی (مجاری: Gusztáv Szepesi; ۱۷ ژوئیهٔ ۱۹۳۹ – ۵ ژوئن ۱۹۸۷) بازیکن فوتبال اهل مجارستان بود.
وی به‌همراه تیم ملی فوتبال مجارستان در بازی‌های المپیک تابستانی ۱۹۶۴ به مقام قهرمانی دست پیدا کرده‌است.